# Maksym V (patriarcha Konstantynopola)
Maksym V, gr. Μάξιμος Ε΄ (ur. 1897, zm. 1972) – patriarcha Konstantynopola od 20 lutego 1946 do 18 października 1948.